# АЭС Секвойя
АЭС Секвойя (англ. Sequoyah Nuclear Generating Station) — действующая атомная электростанция в центральной части США.  
Станция расположена на берегу реки Теннесси в округе Гамильтон штата Теннесси. 

## Информация об энергоблоках
| Энергоблок | Тип реакторов            | Мощность | Мощность | Начало строительства | Физпуск    | Подключение к сети | Ввод в эксплуатацию | Закрытие |
| Энергоблок | Тип реакторов            | Чистый   | Брутто   | Начало строительства | Физпуск    | Подключение к сети | Ввод в эксплуатацию | Закрытие |
| ---------- | ------------------------ | -------- | -------- | -------------------- | ---------- | ------------------ | ------------------- | -------- |
| Секвойя-1  | PWR, W (4-loop) ICECND   | 1152 МВт | 1221 МВт | 27.05.1970           | 05.07.1980 | 22.07.1980         | 01.07.1981          | —        |
| Секвойя-2  | PWR, W (4-loop) (ICECND) | 1125 МВт | 1200 МВт | 27.05.1970           | 05.11.1981 | 23.12.1981         | 01.06.1982          | —        |